# 1009
Portal Geschichte | Portal Biografien | Aktuelle Ereignisse | Jahreskalender | Tagesartikel

◄ |
10. Jahrhundert |
11. Jahrhundert
| 12. Jahrhundert | ►

◄ |
970er |
980er |
990er |
1000er
| 1010er | 1020er | 1030er | ►

◄◄ |
◄ |
1005 |
1006 |
1007 |
1008 |
1009
| 1010 | 1011 | 1012 | 1013 | ► | ►►
Staatsoberhäupter  · Nekrolog
| Januar | Januar | Januar | Januar | Januar | Januar | Januar | Januar |
| Kw     | Mo     | Di     | Mi     | Do     | Fr     | Sa     | So     |
| ------ | ------ | ------ | ------ | ------ | ------ | ------ | ------ |
| 53     |        |        |        |        |        | 1      | 2      |
| 1      | 3      | 4      | 5      | 6      | 7      | 8      | 9      |
| 2      | 10     | 11     | 12     | 13     | 14     | 15     | 16     |
| 3      | 17     | 18     | 19     | 20     | 21     | 22     | 23     |
| 4      | 24     | 25     | 26     | 27     | 28     | 29     | 30     |
| 5      | 31     |        |        |        |        |        |        |

| Februar | Februar | Februar | Februar | Februar | Februar | Februar | Februar |
| Kw      | Mo      | Di      | Mi      | Do      | Fr      | Sa      | So      |
| ------- | ------- | ------- | ------- | ------- | ------- | ------- | ------- |
| 5       |         | 1       | 2       | 3       | 4       | 5       | 6       |
| 6       | 7       | 8       | 9       | 10      | 11      | 12      | 13      |
| 7       | 14      | 15      | 16      | 17      | 18      | 19      | 20      |
| 8       | 21      | 22      | 23      | 24      | 25      | 26      | 27      |
| 9       | 28      |         |         |         |         |         |         |

| März | März | März | März | März | März | März | März |
| Kw   | Mo   | Di   | Mi   | Do   | Fr   | Sa   | So   |
| ---- | ---- | ---- | ---- | ---- | ---- | ---- | ---- |
| 9    |      | 1    | 2    | 3    | 4    | 5    | 6    |
| 10   | 7    | 8    | 9    | 10   | 11   | 12   | 13   |
| 11   | 14   | 15   | 16   | 17   | 18   | 19   | 20   |
| 12   | 21   | 22   | 23   | 24   | 25   | 26   | 27   |
| 13   | 28   | 29   | 30   | 31   |      |      |      |

| April | April | April | April | April | April | April | April |
| Kw    | Mo    | Di    | Mi    | Do    | Fr    | Sa    | So    |
| ----- | ----- | ----- | ----- | ----- | ----- | ----- | ----- |
| 13    |       |       |       |       | 1     | 2     | 3     |
| 14    | 4     | 5     | 6     | 7     | 8     | 9     | 10    |
| 15    | 11    | 12    | 13    | 14    | 15    | 16    | 17    |
| 16    | 18    | 19    | 20    | 21    | 22    | 23    | 24    |
| 17    | 25    | 26    | 27    | 28    | 29    | 30    |       |

| Mai | Mai | Mai | Mai | Mai | Mai | Mai | Mai |
| Kw  | Mo  | Di  | Mi  | Do  | Fr  | Sa  | So  |
| --- | --- | --- | --- | --- | --- | --- | --- |
| 17  |     |     |     |     |     |     | 1   |
| 18  | 2   | 3   | 4   | 5   | 6   | 7   | 8   |
| 19  | 9   | 10  | 11  | 12  | 13  | 14  | 15  |
| 20  | 16  | 17  | 18  | 19  | 20  | 21  | 22  |
| 21  | 23  | 24  | 25  | 26  | 27  | 28  | 29  |
| 22  | 30  | 31  |     |     |     |     |     |

| Juni | Juni | Juni | Juni | Juni | Juni | Juni | Juni |
| Kw   | Mo   | Di   | Mi   | Do   | Fr   | Sa   | So   |
| ---- | ---- | ---- | ---- | ---- | ---- | ---- | ---- |
| 22   |      |      | 1    | 2    | 3    | 4    | 5    |
| 23   | 6    | 7    | 8    | 9    | 10   | 11   | 12   |
| 24   | 13   | 14   | 15   | 16   | 17   | 18   | 19   |
| 25   | 20   | 21   | 22   | 23   | 24   | 25   | 26   |
| 26   | 27   | 28   | 29   | 30   |      |      |      |

| Juli | Juli | Juli | Juli | Juli | Juli | Juli | Juli |
| Kw   | Mo   | Di   | Mi   | Do   | Fr   | Sa   | So   |
| ---- | ---- | ---- | ---- | ---- | ---- | ---- | ---- |
| 26   |      |      |      |      | 1    | 2    | 3    |
| 27   | 4    | 5    | 6    | 7    | 8    | 9    | 10   |
| 28   | 11   | 12   | 13   | 14   | 15   | 16   | 17   |
| 29   | 18   | 19   | 20   | 21   | 22   | 23   | 24   |
| 30   | 25   | 26   | 27   | 28   | 29   | 30   | 31   |

| August | August | August | August | August | August | August | August |
| Kw     | Mo     | Di     | Mi     | Do     | Fr     | Sa     | So     |
| ------ | ------ | ------ | ------ | ------ | ------ | ------ | ------ |
| 31     | 1      | 2      | 3      | 4      | 5      | 6      | 7      |
| 32     | 8      | 9      | 10     | 11     | 12     | 13     | 14     |
| 33     | 15     | 16     | 17     | 18     | 19     | 20     | 21     |
| 34     | 22     | 23     | 24     | 25     | 26     | 27     | 28     |
| 35     | 29     | 30     | 31     |        |        |        |        |

| September | September | September | September | September | September | September | September |
| Kw        | Mo        | Di        | Mi        | Do        | Fr        | Sa        | So        |
| --------- | --------- | --------- | --------- | --------- | --------- | --------- | --------- |
| 35        |           |           |           | 1         | 2         | 3         | 4         |
| 36        | 5         | 6         | 7         | 8         | 9         | 10        | 11        |
| 37        | 12        | 13        | 14        | 15        | 16        | 17        | 18        |
| 38        | 19        | 20        | 21        | 22        | 23        | 24        | 25        |
| 39        | 26        | 27        | 28        | 29        | 30        |           |           |

| Oktober | Oktober | Oktober | Oktober | Oktober | Oktober | Oktober | Oktober |
| Kw      | Mo      | Di      | Mi      | Do      | Fr      | Sa      | So      |
| ------- | ------- | ------- | ------- | ------- | ------- | ------- | ------- |
| 39      |         |         |         |         |         | 1       | 2       |
| 40      | 3       | 4       | 5       | 6       | 7       | 8       | 9       |
| 41      | 10      | 11      | 12      | 13      | 14      | 15      | 16      |
| 42      | 17      | 18      | 19      | 20      | 21      | 22      | 23      |
| 43      | 24      | 25      | 26      | 27      | 28      | 29      | 30      |
| 44      | 31      |         |         |         |         |         |         |

| November | November | November | November | November | November | November | November |
| Kw       | Mo       | Di       | Mi       | Do       | Fr       | Sa       | So       |
| -------- | -------- | -------- | -------- | -------- | -------- | -------- | -------- |
| 44       |          | 1        | 2        | 3        | 4        | 5        | 6        |
| 45       | 7        | 8        | 9        | 10       | 11       | 12       | 13       |
| 46       | 14       | 15       | 16       | 17       | 18       | 19       | 20       |
| 47       | 21       | 22       | 23       | 24       | 25       | 26       | 27       |
| 48       | 28       | 29       | 30       |          |          |          |          |

| Dezember | Dezember | Dezember | Dezember | Dezember | Dezember | Dezember | Dezember |
| Kw       | Mo       | Di       | Mi       | Do       | Fr       | Sa       | So       |
| -------- | -------- | -------- | -------- | -------- | -------- | -------- | -------- |
| 48       |          |          |          | 1        | 2        | 3        | 4        |
| 49       | 5        | 6        | 7        | 8        | 9        | 10       | 11       |
| 50       | 12       | 13       | 14       | 15       | 16       | 17       | 18       |
| 51       | 19       | 20       | 21       | 22       | 23       | 24       | 25       |
| 52       | 26       | 27       | 28       | 29       | 30       | 31       |          |

| Januar | Januar | Januar | Januar | Januar | Januar | Januar | Januar |
| Kw     | Mo     | Di     | Mi     | Do     | Fr     | Sa     | So     |
| ------ | ------ | ------ | ------ | ------ | ------ | ------ | ------ |
| 53     |        |        |        |        |        | 1      | 2      |
| 1      | 3      | 4      | 5      | 6      | 7      | 8      | 9      |
| 2      | 10     | 11     | 12     | 13     | 14     | 15     | 16     |
| 3      | 17     | 18     | 19     | 20     | 21     | 22     | 23     |
| 4      | 24     | 25     | 26     | 27     | 28     | 29     | 30     |
| 5      | 31     |        |        |        |        |        |        |

| Februar | Februar | Februar | Februar | Februar | Februar | Februar | Februar |
| Kw      | Mo      | Di      | Mi      | Do      | Fr      | Sa      | So      |
| ------- | ------- | ------- | ------- | ------- | ------- | ------- | ------- |
| 5       |         | 1       | 2       | 3       | 4       | 5       | 6       |
| 6       | 7       | 8       | 9       | 10      | 11      | 12      | 13      |
| 7       | 14      | 15      | 16      | 17      | 18      | 19      | 20      |
| 8       | 21      | 22      | 23      | 24      | 25      | 26      | 27      |
| 9       | 28      |         |         |         |         |         |         |

| März | März | März | März | März | März | März | März |
| Kw   | Mo   | Di   | Mi   | Do   | Fr   | Sa   | So   |
| ---- | ---- | ---- | ---- | ---- | ---- | ---- | ---- |
| 9    |      | 1    | 2    | 3    | 4    | 5    | 6    |
| 10   | 7    | 8    | 9    | 10   | 11   | 12   | 13   |
| 11   | 14   | 15   | 16   | 17   | 18   | 19   | 20   |
| 12   | 21   | 22   | 23   | 24   | 25   | 26   | 27   |
| 13   | 28   | 29   | 30   | 31   |      |      |      |

| April | April | April | April | April | April | April | April |
| Kw    | Mo    | Di    | Mi    | Do    | Fr    | Sa    | So    |
| ----- | ----- | ----- | ----- | ----- | ----- | ----- | ----- |
| 13    |       |       |       |       | 1     | 2     | 3     |
| 14    | 4     | 5     | 6     | 7     | 8     | 9     | 10    |
| 15    | 11    | 12    | 13    | 14    | 15    | 16    | 17    |
| 16    | 18    | 19    | 20    | 21    | 22    | 23    | 24    |
| 17    | 25    | 26    | 27    | 28    | 29    | 30    |       |

| Mai | Mai | Mai | Mai | Mai | Mai | Mai | Mai |
| Kw  | Mo  | Di  | Mi  | Do  | Fr  | Sa  | So  |
| --- | --- | --- | --- | --- | --- | --- | --- |
| 17  |     |     |     |     |     |     | 1   |
| 18  | 2   | 3   | 4   | 5   | 6   | 7   | 8   |
| 19  | 9   | 10  | 11  | 12  | 13  | 14  | 15  |
| 20  | 16  | 17  | 18  | 19  | 20  | 21  | 22  |
| 21  | 23  | 24  | 25  | 26  | 27  | 28  | 29  |
| 22  | 30  | 31  |     |     |     |     |     |

| Juni | Juni | Juni | Juni | Juni | Juni | Juni | Juni |
| Kw   | Mo   | Di   | Mi   | Do   | Fr   | Sa   | So   |
| ---- | ---- | ---- | ---- | ---- | ---- | ---- | ---- |
| 22   |      |      | 1    | 2    | 3    | 4    | 5    |
| 23   | 6    | 7    | 8    | 9    | 10   | 11   | 12   |
| 24   | 13   | 14   | 15   | 16   | 17   | 18   | 19   |
| 25   | 20   | 21   | 22   | 23   | 24   | 25   | 26   |
| 26   | 27   | 28   | 29   | 30   |      |      |      |

| Juli | Juli | Juli | Juli | Juli | Juli | Juli | Juli |
| Kw   | Mo   | Di   | Mi   | Do   | Fr   | Sa   | So   |
| ---- | ---- | ---- | ---- | ---- | ---- | ---- | ---- |
| 26   |      |      |      |      | 1    | 2    | 3    |
| 27   | 4    | 5    | 6    | 7    | 8    | 9    | 10   |
| 28   | 11   | 12   | 13   | 14   | 15   | 16   | 17   |
| 29   | 18   | 19   | 20   | 21   | 22   | 23   | 24   |
| 30   | 25   | 26   | 27   | 28   | 29   | 30   | 31   |

| August | August | August | August | August | August | August | August |
| Kw     | Mo     | Di     | Mi     | Do     | Fr     | Sa     | So     |
| ------ | ------ | ------ | ------ | ------ | ------ | ------ | ------ |
| 31     | 1      | 2      | 3      | 4      | 5      | 6      | 7      |
| 32     | 8      | 9      | 10     | 11     | 12     | 13     | 14     |
| 33     | 15     | 16     | 17     | 18     | 19     | 20     | 21     |
| 34     | 22     | 23     | 24     | 25     | 26     | 27     | 28     |
| 35     | 29     | 30     | 31     |        |        |        |        |

| September | September | September | September | September | September | September | September |
| Kw        | Mo        | Di        | Mi        | Do        | Fr        | Sa        | So        |
| --------- | --------- | --------- | --------- | --------- | --------- | --------- | --------- |
| 35        |           |           |           | 1         | 2         | 3         | 4         |
| 36        | 5         | 6         | 7         | 8         | 9         | 10        | 11        |
| 37        | 12        | 13        | 14        | 15        | 16        | 17        | 18        |
| 38        | 19        | 20        | 21        | 22        | 23        | 24        | 25        |
| 39        | 26        | 27        | 28        | 29        | 30        |           |           |

| Oktober | Oktober | Oktober | Oktober | Oktober | Oktober | Oktober | Oktober |
| Kw      | Mo      | Di      | Mi      | Do      | Fr      | Sa      | So      |
| ------- | ------- | ------- | ------- | ------- | ------- | ------- | ------- |
| 39      |         |         |         |         |         | 1       | 2       |
| 40      | 3       | 4       | 5       | 6       | 7       | 8       | 9       |
| 41      | 10      | 11      | 12      | 13      | 14      | 15      | 16      |
| 42      | 17      | 18      | 19      | 20      | 21      | 22      | 23      |
| 43      | 24      | 25      | 26      | 27      | 28      | 29      | 30      |
| 44      | 31      |         |         |         |         |         |         |

| November | November | November | November | November | November | November | November |
| Kw       | Mo       | Di       | Mi       | Do       | Fr       | Sa       | So       |
| -------- | -------- | -------- | -------- | -------- | -------- | -------- | -------- |
| 44       |          | 1        | 2        | 3        | 4        | 5        | 6        |
| 45       | 7        | 8        | 9        | 10       | 11       | 12       | 13       |
| 46       | 14       | 15       | 16       | 17       | 18       | 19       | 20       |
| 47       | 21       | 22       | 23       | 24       | 25       | 26       | 27       |
| 48       | 28       | 29       | 30       |          |          |          |          |

| Dezember | Dezember | Dezember | Dezember | Dezember | Dezember | Dezember | Dezember |
| Kw       | Mo       | Di       | Mi       | Do       | Fr       | Sa       | So       |
| -------- | -------- | -------- | -------- | -------- | -------- | -------- | -------- |
| 48       |          |          |          | 1        | 2        | 3        | 4        |
| 49       | 5        | 6        | 7        | 8        | 9        | 10       | 11       |
| 50       | 12       | 13       | 14       | 15       | 16       | 17       | 18       |
| 51       | 19       | 20       | 21       | 22       | 23       | 24       | 25       |
| 52       | 26       | 27       | 28       | 29       | 30       | 31       |          |

## Ereignisse

### Politik und Weltgeschehen

#### Vietnam

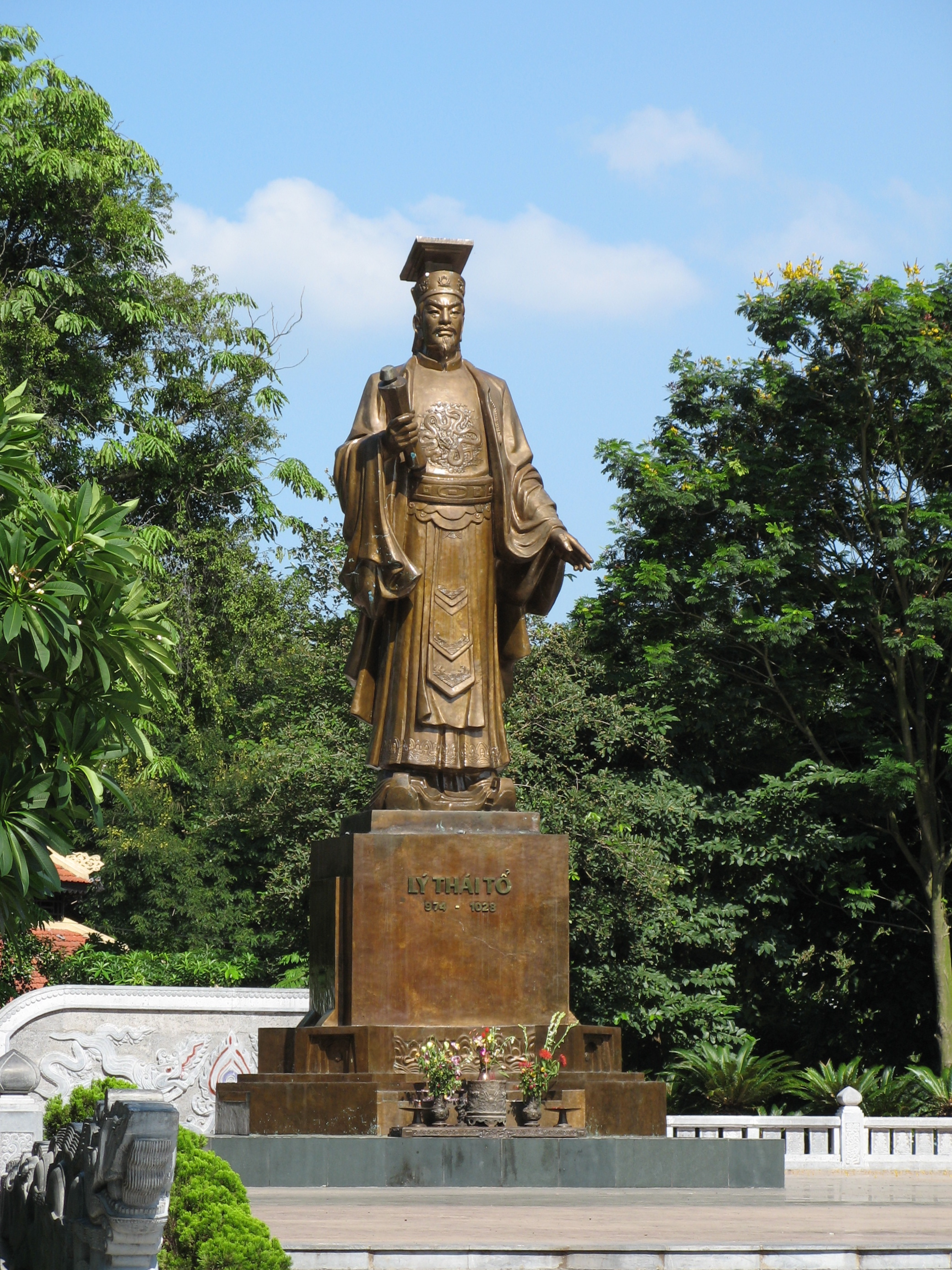
Statue von Lý Thái Tổ am Hồ Hoàn Kiếm in Hanoi

In Vietnam kommt die Lý-Dynastie an die Macht. Sie löst die Frühere Lê-Dynastie ab, deren letzter Vertreter Lê Ngọa Triều unter mysteriösen Umständen ums Leben gekommen ist. Gründer der neuen Dynastie und erster Kaiser des Reiches Đại Cồ Việt ist Lý Thái Tổ, ein Gardebefehlshaber aus einfachen Verhältnissen, der von dem einflussreichen kaiserlichen Beamte Đào Cam Mộc und dem Mönch Lý Vạn Hạnh inthronisiert wird.

#### Korea
König Mokjong wird gestürzt und am 2. März auf dem Weg ins Exil ermordet. Nachfolger auf dem Thron des koreanischen Königreichs Goryeo wird sein entfernter Verwandter Hyeonjong. Die innenpolitischen Schwierigkeiten nutzt der Khitan-Kaiser der Liao-Dynastie aus und fällt von Nordwesten in das Goryeo-Reich ein, was zur Folge hat, dass der frisch gekrönte König die Hauptstadt Kaesŏng verlassen und nach Naju im Südwesten des Landes fliehen muss.

#### Levante
- März: Mit dem Abriss der orthodoxen Kirche der Gottesmutter von Damaskus setzt die Zerstörung von Kirchengebäuden und Klöstern durch Al-Hākim bi-amr Allāh, den Kalifen der in Nordafrika und Syrien herrschenden Fatimiden, ein.

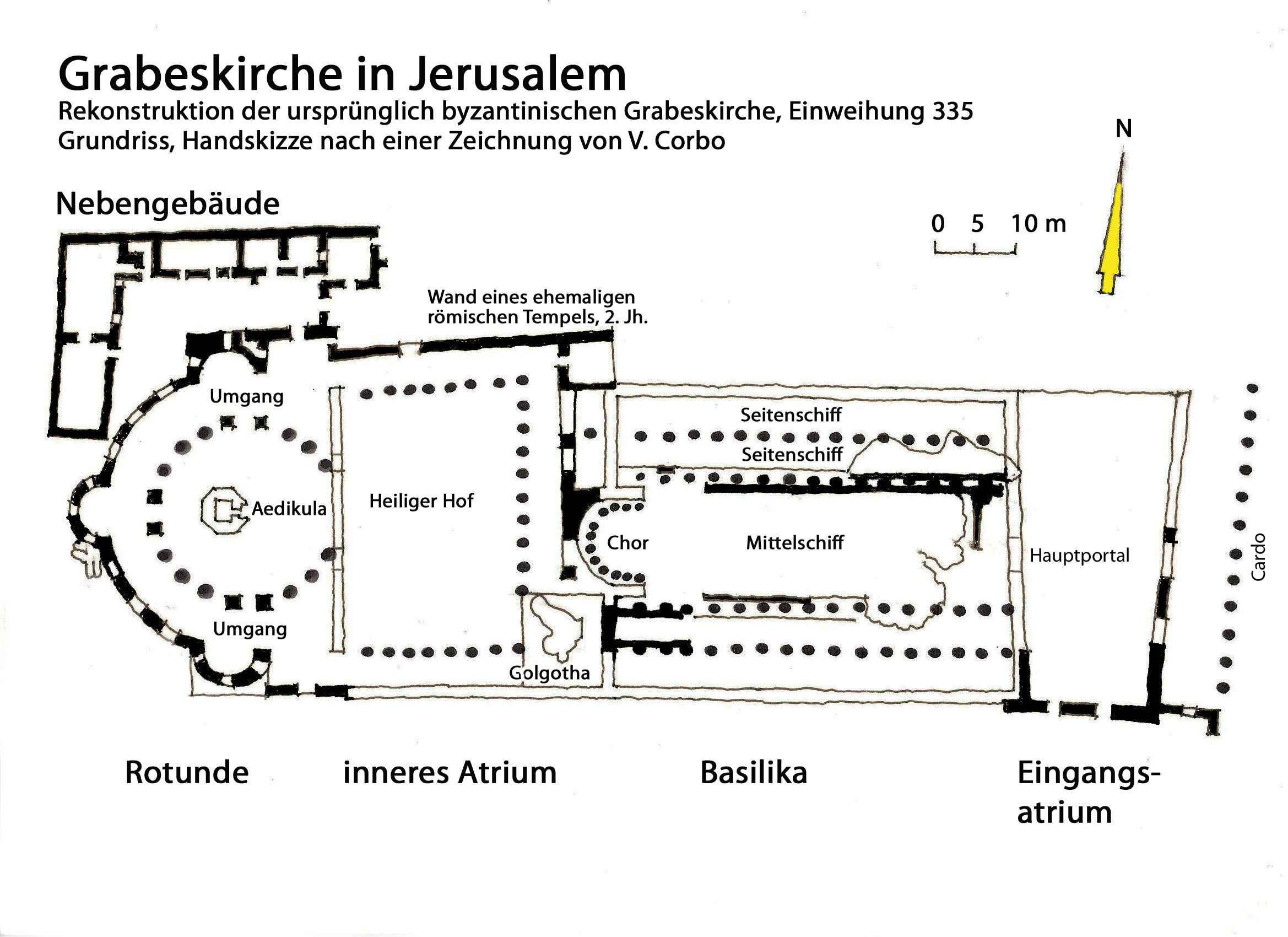
Rekonstruktion der ursprünglichen Grabeskirche

- zwischen 31. August und 18. Oktober: Al-Hākim bi-amr Allāh lässt die christliche Grabeskirche in Jerusalem zerstören. Laut christlicher Überlieferung hat das dort am Karsamstag stattfindende Lichtwunder die Missbilligung des Kalifen als frommer Betrug erregt und seine Entscheidung zum Abriss beeinflusst. Der Patriarch von Jerusalem wird über die Entscheidung des Kalifen rechtzeitig informiert, weshalb die meisten Reliquien und beweglichen Kirchenschätze rechtzeitig in Sicherheit gebracht werden können und letztlich nur der alte konstantinische Bau als solches der Zerstörung anheimfällt. Insbesondere wird dabei das zu dieser Zeit noch weitgehend intakte Felsengrab abgebrochen. Das Ereignis löst solches Entsetzen aus, dass der Nachhall schnell das Abendland erreicht und auch dort eine ungeahnte Welle der Empörung auslöst.

#### Süditalien
- 9. Mai: In Bari beginnt ein Aufstand der Langobarden unter Meles und seinem Schwager Dattus gegen den Gouverneur des byzantinisch verwalteten Katepanats Italien.

#### Norditalien
Nach dem Tod von Pietro II. Orseolo wird sein Sohn Ottone Orseolo im Alter von 16 Jahren zum Dogen von Venedig gewählt.

#### Iberische Halbinsel
Muhammad II. al-Mahdi, Enkel des früheren Kalifen Abd ar-Rahman III., organisiert einen Aufstand in Córdoba und zwingt Hischam II. zur Abdankung als Kalif von Córdoba, während dessen Feldherr Abd ar-Rahman Sanchuelo sich auf einem Feldzug gegen das Königreich León befindet. Abd ar-Rahman Sanchuelo macht sich sofort auf dem Rückweg, wird aber von seiner eigenen Armee verlassen, gefangen genommen und am 3. März hingerichtet. Muhammad II. al-Mahdi wird neuer Kalif. Nachdem er jedoch die im Juni unter Almansor angeworbenen Berbertruppen aus Córdoba vertrieben hat, beginnen diese einen Aufstand und schlagen die Truppen des Kalifats am 5. November vor den Toren der Stadt. Sie setzen Sulaiman al-Mustain als neuen Kalifen ein, Muhammad II. flieht nach Toledo.

#### Mitteleuropa

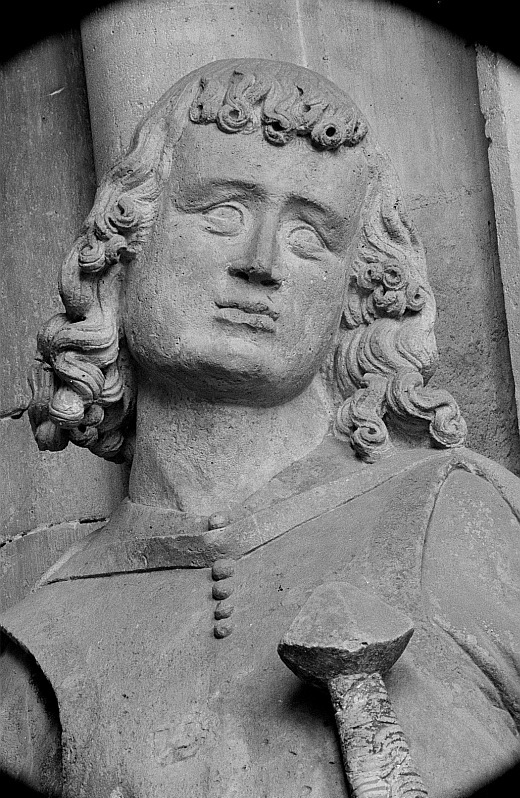
Markgraf Hermann I. im Naumburger Dom

- Hermann I. aus dem Geschlecht der Ekkehardiner wird Markgraf von Meißen, nachdem sein Onkel Gunzelin in einem Fürstengericht zu Merseburg auf Geheiß König Heinrichs II. abgesetzt und gefangengesetzt worden ist, weil er angeblich christliche Familien an jüdische Orienthändler in die Sklaverei verkauft habe.
- Heinrich V., der sich im Vorjahr gegen seinen Schwager, den römisch-deutschen König Heinrich II. erhoben hat, wird von diesem als Herzog von Bayern abgesetzt. Heinrich II. übernimmt als Heinrich IV. selbst neuerlich die bayerische Herzogswürde, die er bereits bis 1004 innegehabt hat.

#### Nordeuropa
- um 1009: Der isländische Kaufmann Þorfinnr karlsefni reist nach Grönland an den Hof Eriks des Roten und heiratet dessen verwitwete Schwiegertochter Guðríðr Þorbjarnardóttir.

#### Urkundliche Ersterwähnungen
- Litauen wird als Litua in den Quedlinburger Annalen erstmals urkundlich erwähnt, dies im Zusammenhang mit dem Mönch Brun von Querfurt, der das dortige Volk zum Christentum bekehren will.

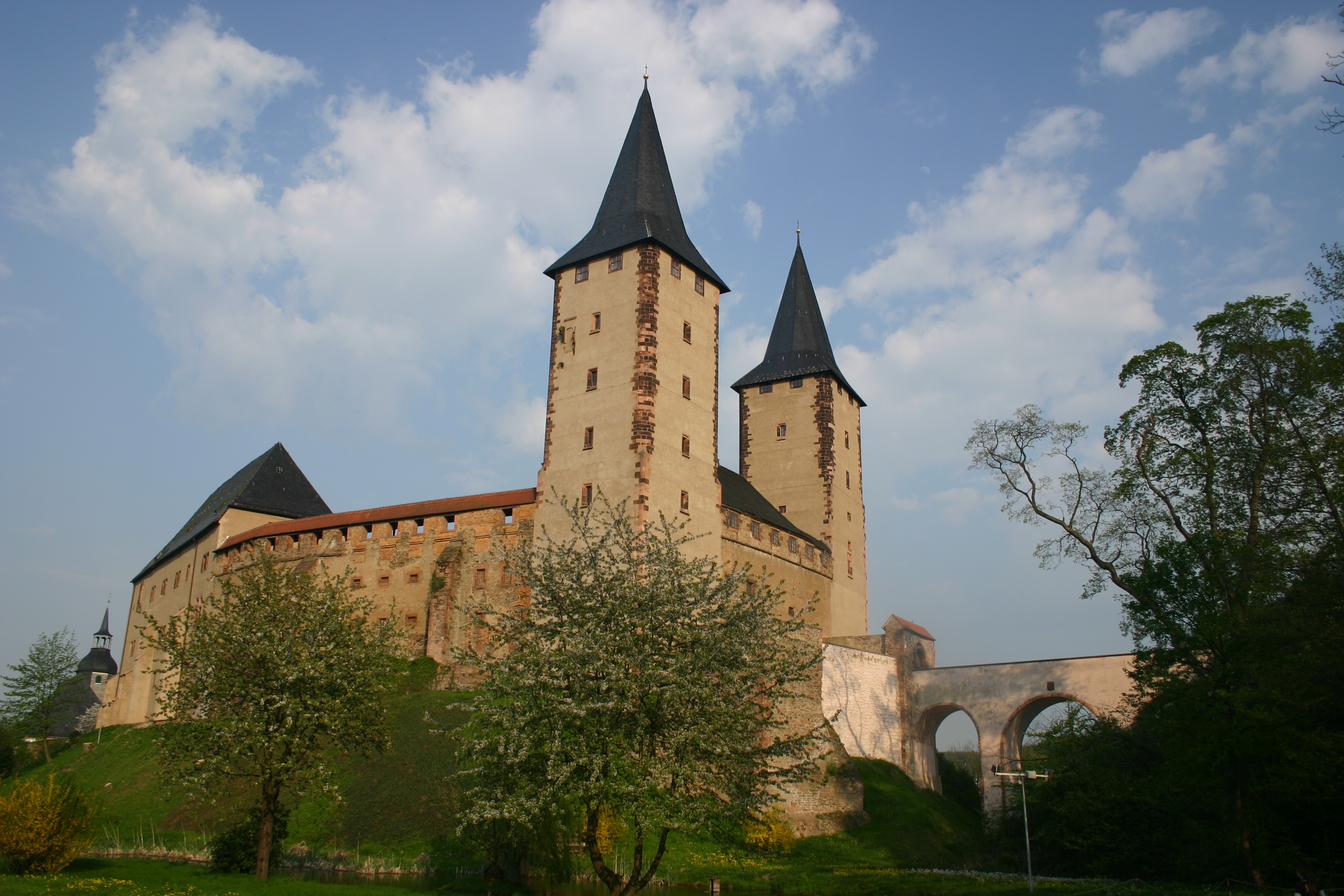
Schloss Rochlitz von Osten

- Erste urkundliche Erwähnung von Schloss Rochlitz, der Burg von Tangermünde sowie von Ins, Lyss und von Wolmirstedt
- Die von Hugo II. von Lusignan erbaute Burg Lusignan wird erstmals urkundlich erwähnt.

### Wirtschaft
- Der Bischof von Speyer gründet einen Markt und eine Münzstätte in Marbach am Neckar.

### Religion

#### Christentum
- 6. März: Rethar stirbt. Bereits am 13. März wird in der Pfalz zu Goslar durch den Mainzer Erzbischof Willigis der bisherige Hofkaplan Meinwerk als sein Nachfolger zum Bischof von Paderborn geweiht. Der bis zur Fensterhöhe vorangeschrittene Wiederaufbau des Paderborner Doms wird bei Meinwerks Amtsantritt niedergelegt und durch eine dreischiffige Basilika ersetzt.
- nach Mai: Papst Johannes XVIII. stirbt zurückgezogen als Mönch im Kloster Sankt Paul vor den Mauern. Nachfolger wird Sergius IV., der bisherige Bischof von Albano. Er steht unter dem Einfluss des römischen Patriziers Johannes II. Crescentius. Angeblich ruft er als erster Papst dazu auf, die Muslime nach der Zerstörung der Grabeskirche aus dem Heiligen Land zu vertreiben.
- 28. oder 29. August: Der Mainzer Dom wird am Tag der Einweihung durch einen Brand zerstört. Ursächlich ist vermutlich die Festillumination des Domes mittels Fackeln anlässlich des Weihetages.

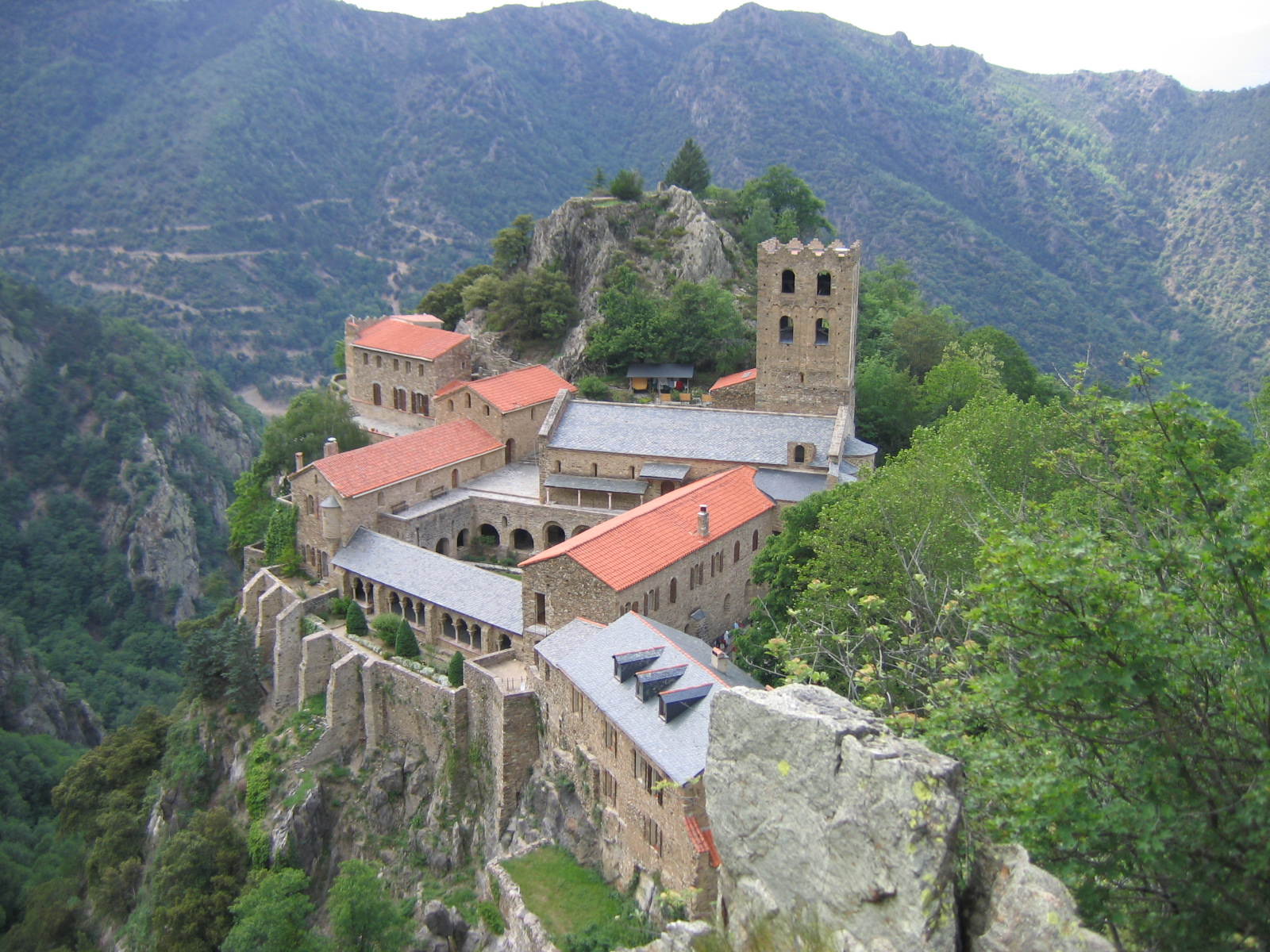
Abtei Saint-Martin du Canigou

- 10. November: Die Abtei Saint-Martin du Canigou wird durch Bischof Oliba de Besalú geweiht.
- Das Bistum Veszprém in Ungarn wird von König Stephan I. gegründet.

#### Islam
- In einem Toleranzedikt stellt der fatimidische Kalif al-Hākim die sunnitischen und schiitischen Riten gleich.

## Geboren

### Geburtsdatum gesichert
- 14. Dezember: Go-Suzaku, Tennō von Japan († 1045)

### Genaues Geburtsdatum unbekannt
- Mai/Juni: Abu Kalidschar, buyidischer Herrscher († 1048)
- Ali Hariri, kurdischer Dichter († 1079)
- García Sánchez, Graf von Kastilien († 1029)
- Yusuf ibn Taschfin, Herrscher der Almoraviden in Nordwestafrika und Andalusien († 1106)

### Geboren um 1009
- Thorfinn Sigurdsson, Jarl auf Orkney († 1065)
- 1009 oder 1014: Adela von Frankreich, Gräfin von Flandern und Heilige († 1079)

## Gestorben

### Todesdatum gesichert
- 2. März: Mokjong, 7. König des Goryeo-Reiches in Korea (* 980)
- 3. März: Abd ar-Rahman Sanchuelo, Reichsverweser im Kalifat von Córdoba (* um 983)
- 6. März: Rethar, Bischof von Paderborn

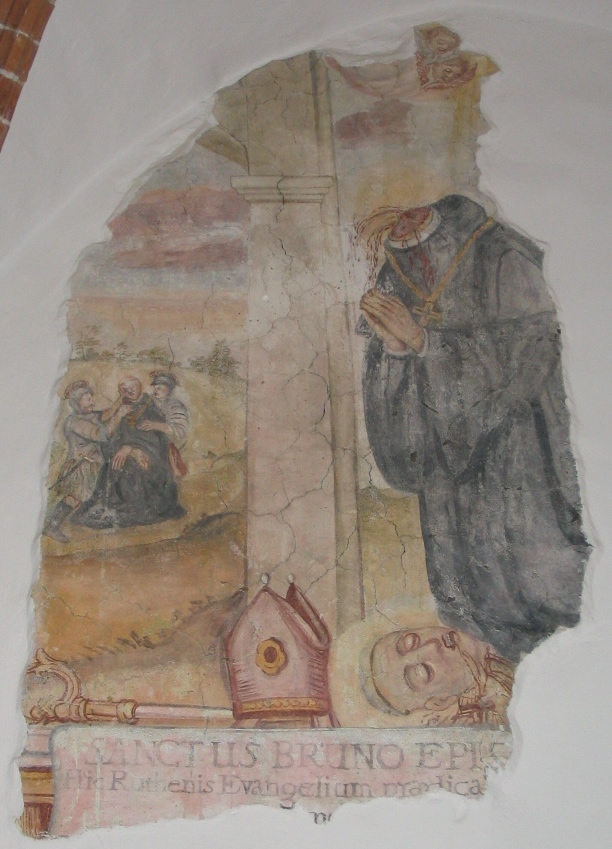
Fresko aus dem Kloster Święty Krzyż (Polen): geköpfter Brun von Querfurt

- 9. März: Brun von Querfurt, Missionar in Polen und Märtyrer (* um 974)
- 31. Mai: Ibn Yunus, ägyptischer Astronom und Mathematiker (* um 951)
- 13. November: Dedo I. von Wettin, Graf im nördlichen Hassegau (* um 960)

### Genaues Todesdatum unbekannt
- Pietro II. Orseolo, Doge von Venedig (* 961)

### Gestorben um 1009
- 1009 oder 1010: ʿĀ'ischa bint Ahmad al-Qurtubiyya, arabissprachige Dichterin im Kalifat von Córdoba